# Tabitha St. Germain
Tabitha St. Germain, wcześniej znana jako Paulina Gillis Germain, znana również jako Tabitha lub Kitanou St. Germain (ur. 30 października 1964 w Bostonie, w Massachusetts) – kanadyjska aktorka filmowa, aktorka głosowa, telewizyjna i dubbingowa, komediantka i piosenkarka. 
W 1995 jako Paulina Gillis zdobyła nagrodę Dora za rolę w musicalu Stephena Sondheima Assassins. Podjęła współpracę z The Ocean Group w Vancouver w Kolumbii Brytyjskiej w Kanadzie. Najbardziej znana jako głos Rarity z serialu animowanego My Little Pony: Przyjaźń to magia, Magnolii z serialu animowanego George prosto z drzewa oraz Bretta z serialu animowanego Team Galaxy – kosmiczne przygody galaktycznej drużyny. 

## Filmografia

### Filmy i seriale
- 1990: Gdzie serce twoje jako sekretarka
- 1998: Nowe przygody rodziny Addamsów jako Melancholia
- 2005: Nie z tego świata jako pani Virtue
- 2005: Nigdylandia jako recepcjonistka

### Dubbing
- My Little Pony: Equestria Girls – Rarity / Księżniczka Luna
- Wiedźma Chrzestna – Wiedźma Chrzestna / Ruby
- My Little Pony: Przyjaźń to magia – Rarity / Księżniczka Luna / Derpy Hooves
- Barbie Mariposa – Willa
- Betsy Balonówna. Podróż przez Yummi-Land – Lindsy Lue Lilac
- Barbie i podwodna tajemnica – Zuma
- Barbie i podwodna tajemnica 2 – Zuma
- Kacper straszy w Boże Narodzenie – Poil
- Team Galaxy – kosmiczne przygody galaktycznej drużyny – Brett
- George prosto z drzewa – Magnolia
- Hero 108 – Alpha Lala
- Ed, Edd i Eddy – Nazz (I sezon)